# قيمة (اقتصاد)

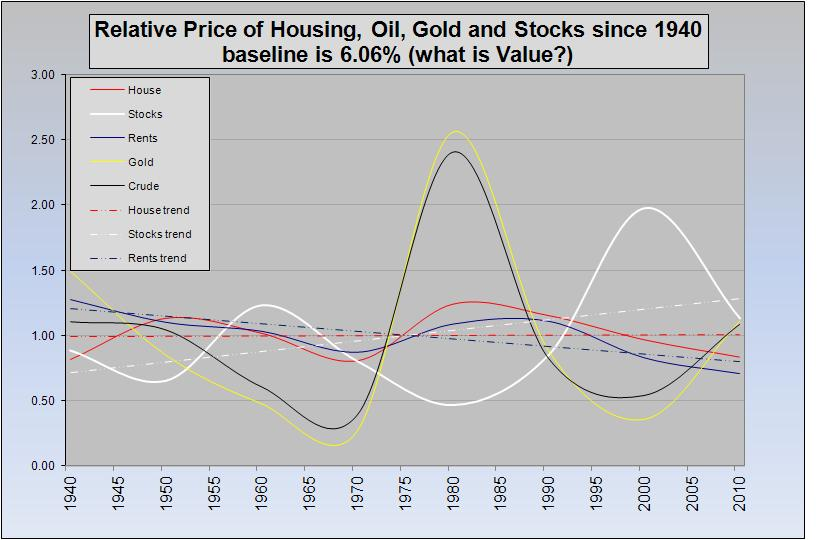
قيمة أو سعر.

القيمة الاقتصادية هي مقياس المنفعة التي تقدمها سلعة أو خدمة إلى عميل اقتصادي. تُقاس بشكل عام بالنسبة لوحدات العملة، لذا فإن التفسير يكون قالب:ما الحد الأقصى للمبلغ الذي قد يرغب فيه ممثل معين ويكون قادرًا على دفعه ثمنًا للسلعة أو الخدمة؟
بين مدارس النظرية الاقتصادية المتنافسة هناك نظريات مختلفة للقيمة.
القيمة الاقتصادية ليست مثل سعر السوق، ولا القيمة الاقتصادية هي نفس القيمة السوقية. إذا كان المستهلك على استعداد لشراء سلعة ما، فهذا يعني أنه يضع قيمة أعلى من سعر السوق للسلعة. الفرق بين القيمة بالنسبة للمستهلك وسعر السوق يسمى «فائض المستهلك». من السهل رؤية الحالات التي تكون فيها القيمة الفعلية أكبر بكثير من سعر السوق: شراء مياه الشرب هو أحد الأمثلة على ذلك.

## نظرة عامة
حيرت القيمة الاقتصادية لسلعة أو خدمة ما الاقتصاديين منذ بداية هذا الفرع المعرفي. أولًا، حاول الاقتصاديون تقدير قيمة السلعة بالنسبة لفرد ما وحده، ووسّعوا هذا التعريف ليشمل السلع التي يمكن تبادلها. من هذا التحليل جاءت مفاهيم القيمة الاستعمالية والقيمة التبادلية.
ترتبط القيمة بالسعر من خلال آلية التبادل. عندما يدرس أحد الاقتصاديين التبادل، يُكشَف عن وظيفتين مهمتين للقيمة: وظيفة المشتري والبائع. تمامًا كما يكشف المشتري عن ما يرغب في دفعه مقابل كمية محددة من السلعة، كذلك يكشف البائع عن ما يكلفه التخلّي عنها.
يُحصَل على معلومات إضافية حول القيمة السوقية من خلال معدّل حدوث المعاملات، وإخبار الدارسين عن مدى قيمة شراء السلعة بمرور الوقت.
بطريقة أخرى، القيمة هي مقدار ما تستحقه الحاجة أو الحالة بالنسبة للحاجات أو الحالات الأخرى. يُعبّر عن القيم الاقتصادية بأنها «كمية» الواحدة من الحالة أو السلعة المرغوبة، أو التي سيُتخلّى عنها مقابل حالة أو سلعة أخرى مرغوبة. من بين المدارس المتنافسة للنظرية الاقتصادية هناك مقاييس مختلفة لتقييم القيمة والمقاييس هي الموضوع لنظرية القيمة. تعد نظريات القيمة جزءًا كبيرًا من الاختلافات وعدم الاتفاق بين المدارس المختلفة للنظرية الاقتصادية.

## شرح
في الاقتصاد النيوكلاسيكي، غالبًا ما يُنظر إلى قيمة الحاجة أو الخدمة على أنها ليست سوى السعر الذي ستجلبه في سوق مفتوحة وتنافسية. يُحدد ذلك في المقام الأول من خلال الطلب على الحاجة بالنسبة للعرض في سوق تنافسية تمامًا. تعادل العديد من النظريات الاقتصادية النيوكلاسيكية قيمة السلعة بسعرها، سواء أكان السوق تنافسيًا أم لا. على هذا النحو، يُنظر إلى كل شيء على أنه سلعة وإذا لم يكن هناك سوق لتحديد السعر فلن تكون هناك قيمة اقتصادية.
في الاقتصاد الكلاسيكي، تكون قيمة الحاجة أو الحالة هي مقدار الانزعاج/العمل الذي يُوفّر من خلال استهلاك أو استخدام حاجة أو حالة (نظرية قيمة العمل). على الرغم من الاعتراف بقيمة المبادلة، فإن القيمة الاقتصادية لا تعتمد نظريًا على وجود سوق ولا يُنظر إلى السعر والقيمة على أنهما متساويان. ومع ذلك، فإن هذا معقد بسبب جهود الاقتصاديين الكلاسيكيين لربط السعر وقيمة العمل. فقد رأى كارل ماركس، من ناحية، أن قيمة المبادلة هي «شكل الظاهري» للقيمة (بالألمانية: Erscheinungsform)‏، وهذا يعني أنه على الرغم من أن القيمة منفصلة عن قيمة المبادلة، فلا معنى لها دون فعل التبادل، أي دون سوق.
في هذا الاصطلاح، يدّعي ستيف كين أن «القيمة» تشير إلى «القيمة الفطرية للسلعة، التي تحدد نسبة («التوازن») العادية التي يتم فيها تبادل سلعتين». بالنسبة إلى كين وأسلوب ديفيد ريكاردو، يتوافق هذا مع المفهوم الكلاسيكي للأسعار طويلة المدى محددة التكلفة، التي أطلق عليها آدم سميث «الأسعار الطبيعية» ووصفها كارل ماركس بـ «أسعار الإنتاج». إنها جزء من نظرية تكلفة الإنتاج للقيمة والسعر. استخدم ريكاردو، ولكن ليس كين، «نظريات قيمة العمل» حيث كانت «القيمة الفطرية» للسلعة هي مقدار العمالة اللازمة لإنتاجها.
«قيمة شيء ما في أي زمان ومكان مُعطى» وفقًا لهنري جورج «هي أكبر قدر من الجهد الذي سيبذله أي شخص مقابل ذلك. ولكن بينما يسعى الرجال دائمًا لإشباع رغباتهم بأقل جهد فإن هذا هو أقل مبلغ يمكن الحصول به على شيء مماثل».
في اصطلاح كلاسيكي آخر، ميز ماركس بين «القيمة الاستعمالية» (قيمة الاستخدام، ما تقدمه السلعة لمشتريها)، وتكلفة العمل التي يسميها «القيمة» (وقت العمل الضروري اجتماعيًا الذي تجسده)، و«قيمة المبادلة» (مقدار وقت العمل الذي يمكن أن يستغرقه بيع السلعة، قيمة «أمر العمل» التي حددها سميث). من خلال معظم التفسيرات لنظريته عن قيمة العمل، طوّر ماركس، مثل ريكاردو، «نظرية سعر العمل» حيث كانت نقطة تحليل القيمة هي السماح بحساب الأسعار النسبية. يرى الآخرون القيم ضمن تفسيره الاجتماعي السياسي ونقد الرأسمالية والمجتمعات الأخرى، وينكرون أنها كانت تهدف إلى أن تكون فئة من الاقتصاد. وفقًا لتفسير ثالث، كان ماركس يهدف إلى نظرية ديناميكيات تكوين الأسعار، لكنه لم يكملها.
في عام 1860، نشر جون روسكين نقدًا للمفهوم الاقتصادي للقيمة من وجهة نظر أخلاقية. وقد أعطى المجلد عنوان إلى هذا الأخير، وكانت نقطته المركزية هي: «من المستحيل الاستنتاج من أي كتلة مُعطاة من الثروة المكتسبة فقط من خلال حقيقة وجودها، سواء كان يدل على الخير أو الشر للأمة في وسط وجودها. تعتمد قيمتها الحقيقية على العلامة الأخلاقية المرتبطة بها، تمامًا مثل تلك الخاصة بالكمية الرياضية التي تعتمد على العلامة الجبرية المرفقة بها. قد يكون أي تراكم معين للثروة التجارية مؤشراً، من ناحية، للصناعات الموثوق بها، والطاقات التقدمية، والبراعة الإنتاجية: أو، من ناحية أخرى، قد يكون مؤشرًا على الفخامة البشرية، والطغيان الذي لا يرحم، والخداع المدمر». استلهم غاندي بشكل كبير من كتاب روسكين ونشر إعادة صياغة له في عام 1908.
أكد الاقتصاديون مثل لودفيج فون ميزس أن «القيمة» -بمعنى قيمة المبادلة- كانت دائمًا نتيجة أحكام القيمة الذاتية. لم يكن هناك سعر للحاجات أو الأشياء التي يمكن تحديدها دون أخذ هذه الأحكام بعين الاعتبار، كما يتجلى في الأسواق. لذا كان من الخطأ القول بأن القيمة الاقتصادية للسلعة تساوي تكلفة إنتاجها أو تكلفة استبدالها الحالية.
نفى سيلفيو جيزيل نظرية القيمة في الاقتصاد. كان يعتقد أن نظرية القيمة عديمة الفائدة وتمنع الاقتصاد من أن يصبح علمًا وأن إدارة العملة التي تسترشد بنظرية القيمة محكوم عليها بالعقم والخمول.
يمكن الإشارة إلى القيمة بالمعنى الأساسي باسم «القيمة الحقيقية» أو «القيمة الفعلية». هذا هو مقياس القيمة الذي يعتمد بشكل بحت على المنفعة المستمدة من استهلاك منتج أو خدمة. تسمح القيمة المستمدة من المنفعة بقياس المنتجات أو الخدمات بناءً على النتائج بدلًا من نظريات الطلب أو العرض التي لها القدرة الكامنة على أن يُتلاعب بها. توضيح: القيمة الحقيقية لكتاب يباع لطالب يدفع 50.00$ عند التسجيل النقدي للاطلاع على النص الذي لا يكسبه أي دخل إضافي من قراءته الكتاب هي في الأساس صفر. ومع ذلك؛ فإن القيمة الحقيقية للنص نفسه الذي يُشترى في متجر ادخار بسعر 0.25$ ويُزوّد القارئ بنظرة ثاقبة تسمح له بكسب 100,000.00$ في الدخل الإضافي تكون 100,000.00$ أو تكون هي القيمة الممتدة مدى الحياة التي اكتسبها المستهلك. تُحسب هذه القيمة من خلال القياسات الفعلية لعائد الاستثمار بدلًا من مدخلات الإنتاج و/أو الطلب مقابل العرض. لا توجد وحدة واحدة لها قيمة ثابتة.

## تفسيرات القيمة
في الاقتصاد الكلاسيكي الجديد، قيمة شيء أو خدمة ينظر إليها كلا شيء لكن الثمن هو الذي سيخبرنا عن قيمتها في سوق مفتوح وتنافسي.

## مقالات ذات صلة
إدارة التجربة